# Pin aristé
Pinus aristata
Espèce
Classification phylogénétique
Statut de conservation UICN

 LC  : Préoccupation mineure
Le Pin aristé (Pinus aristata) est une espèce d'arbre appartenant au genre Pinus et à la famille des Pinacées. Il est présent dans les hautes altitudes des Montagnes Rocheuses aux États-Unis.
Lors d'un recensement récent dans les forêts (2007), un spécimen a vu son âge évalué à environ 4700 ans. Ceci en ferait le plus vieil être vivant du monde connu à ce jour[réf. souhaitée].

## Références

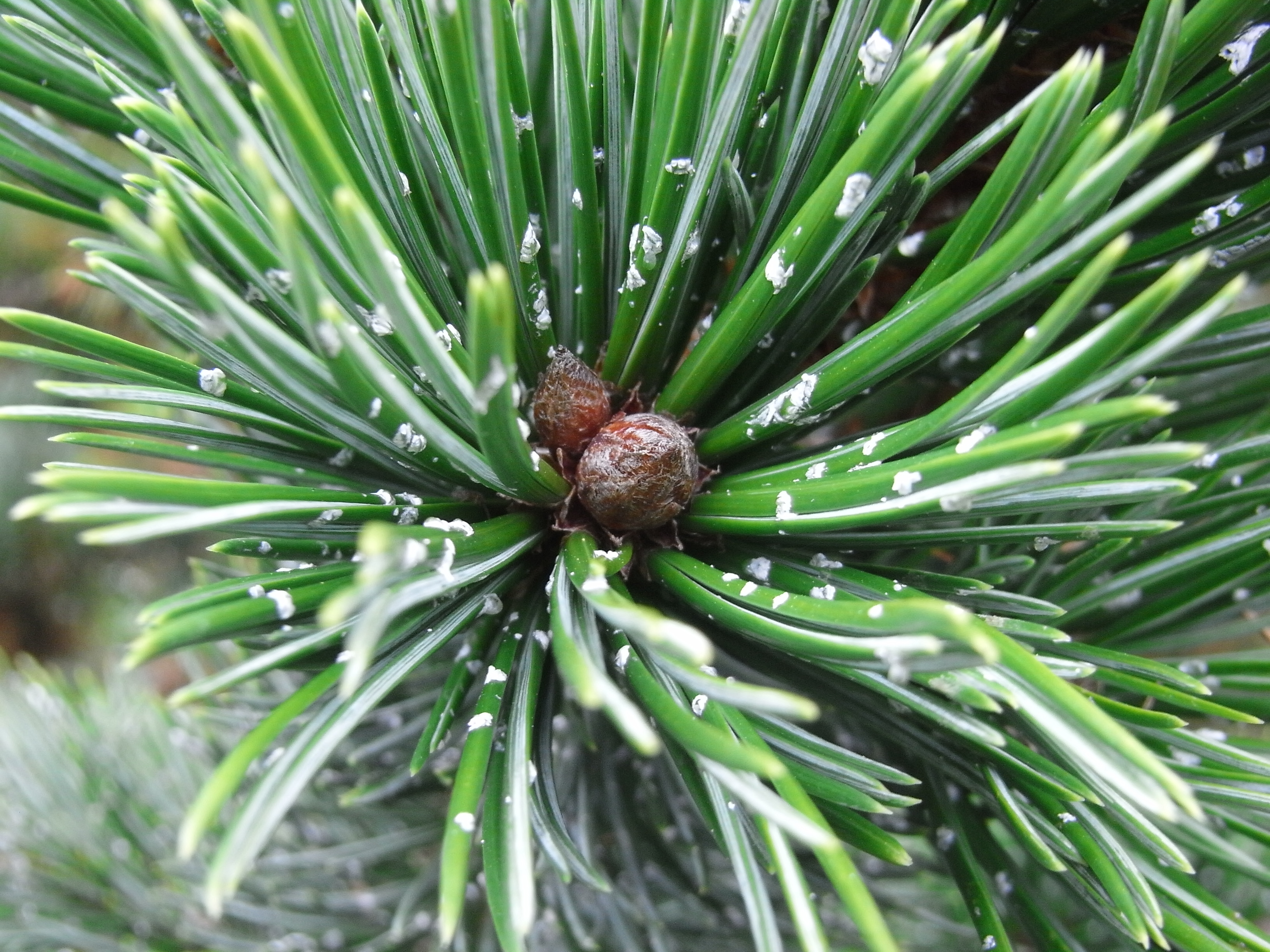
Taches typiques de résine.

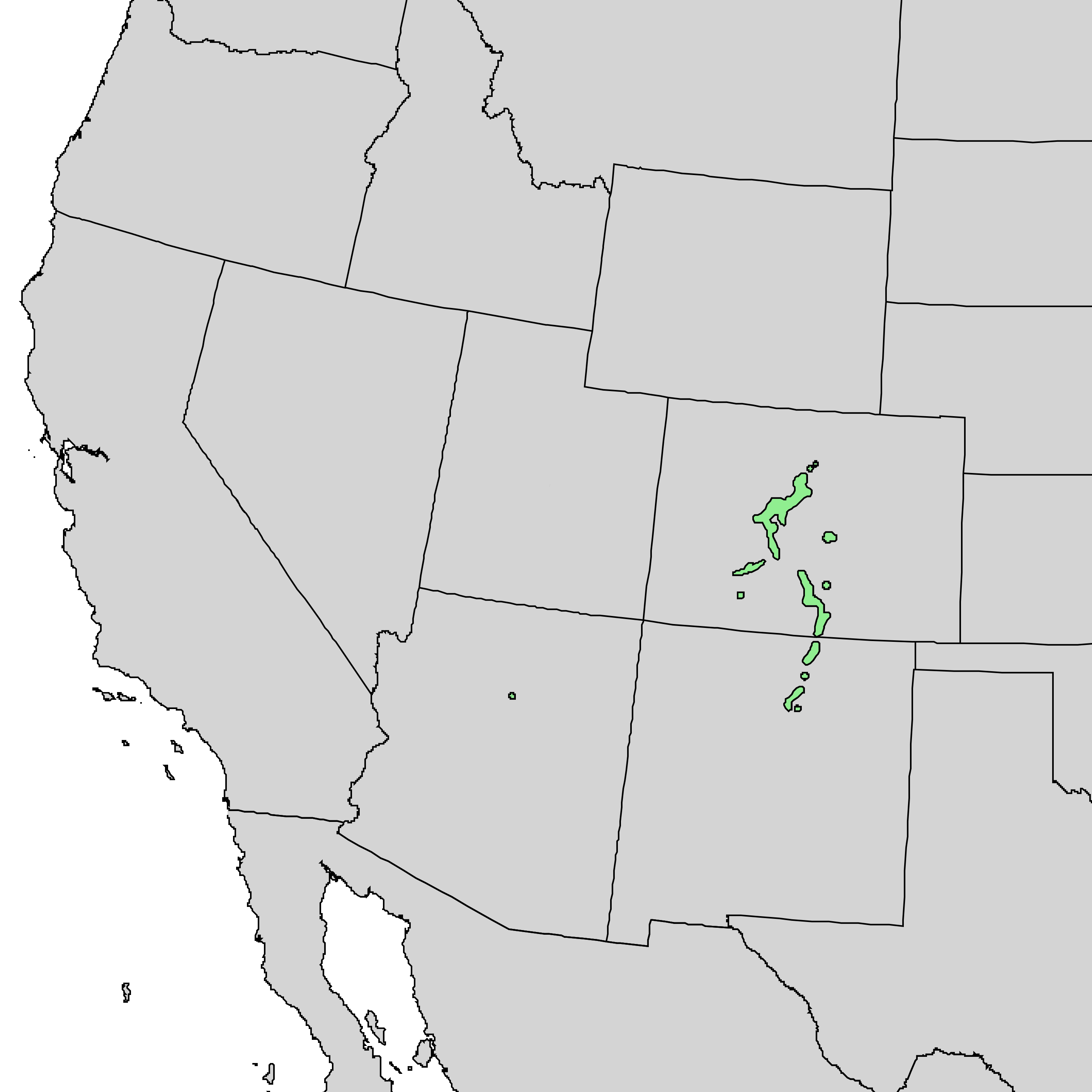
Distribution géographique naturelle.